# تجمع مطلع الحيلة (بروم ميفع)

تعديل مصدري - تعديل

تجمع مطلع الحيلة هي إحدى قرى عزلة ميفع بمديرية بروم ميفع التابعة لمحافظة حضرموت، بلغ تعداد سكانها 18 نسمة حسب تعداد اليمن لعام 2004.